# Johanneskirche (Aalen)

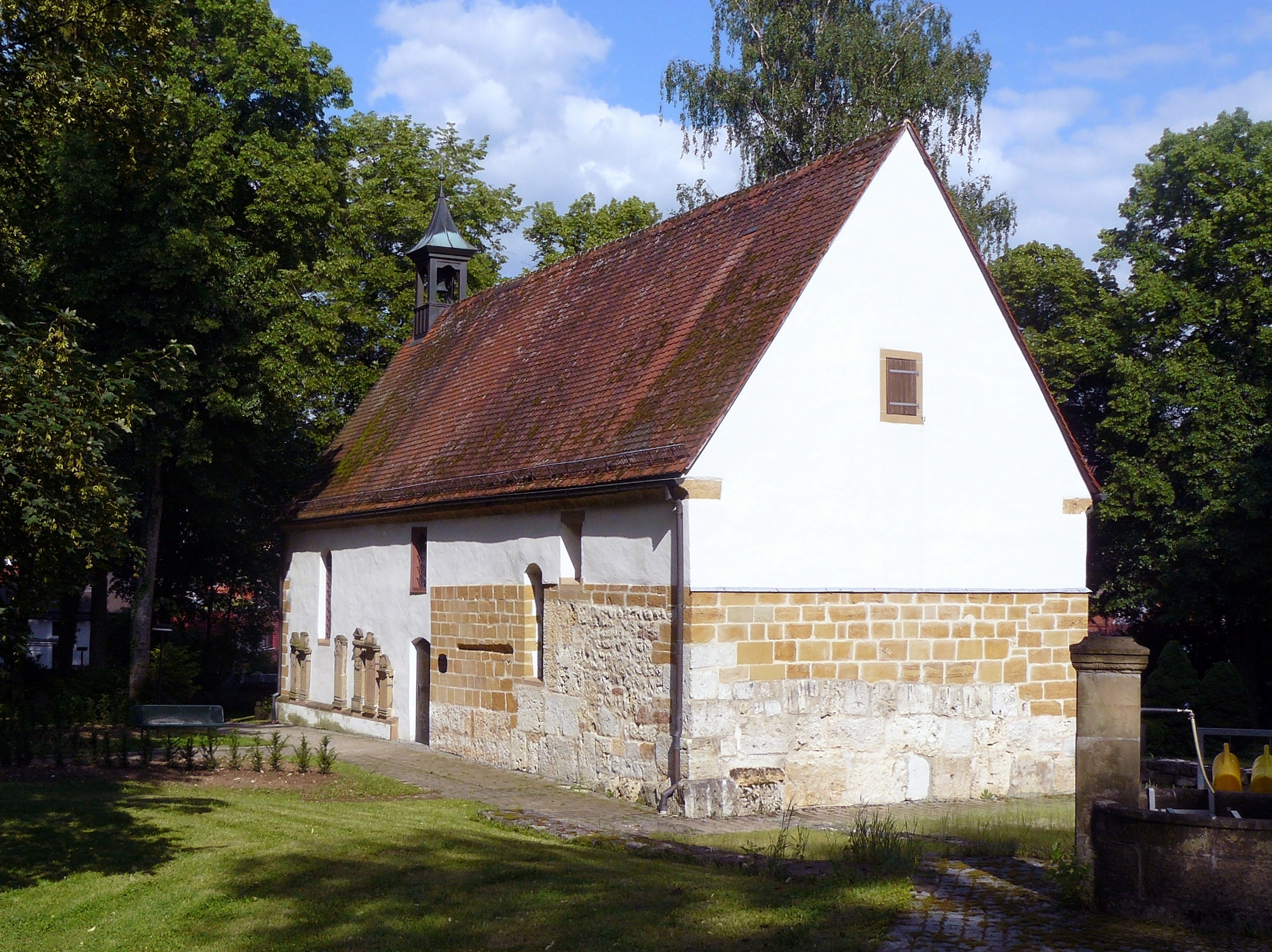
Die Johanneskirche aus Nordwesten

Die Johanneskirche, auch Johanniskirche oder St.-Johann-Kirche genannt, ist eine evangelische Kirche in Aalen. Die nach Johannes dem Täufer benannte Kirche liegt auf dem St.-Johann-Friedhof unmittelbar vor dem Osttor des ehemaligen Römerkastells Aalen und unterhalb des heutigen Limesmuseums. Zum Bau der Nord- und Westwand wurden etliche römische Spolien verwendet.

## Geschichte
Es ist anzunehmen, dass bereits kurz nach dem Einfall der Alamannen in das Römische Reich über den Limes im 3. Jahrhundert an der Stelle der heutigen Kirche ein Sakralbau mit Baumaterial aus dem Kastell errichtet wurde, des Weiteren könnte sich an derselben Stelle zuvor auch schon ein römischer Tempel befunden haben.
Die heutige Kirche wurde vermutlich im 9. Jahrhundert als Dorfkirche des heute wüsten Dorfes Aalen erbaut, damit gilt sie als eine der ältesten Kirchen Württembergs. Im 13. Jahrhundert und nochmals 1561 wurde der Bau nach Osten erweitert und erneuert. Um 1550 wurde der Friedhof der Stadt Aalen von der Stadtkirche zur Johanneskirche außerhalb der Stadtmauern verlegt.
1802 wurde die Kirche umgebaut, um Platz für den Einbau der Orgel zu schaffen.
1997 fanden an der Westseite der Kirche archäologische Ausgrabungen statt, die frühmittelalterliche Baureste erbrachten.

## Einrichtung

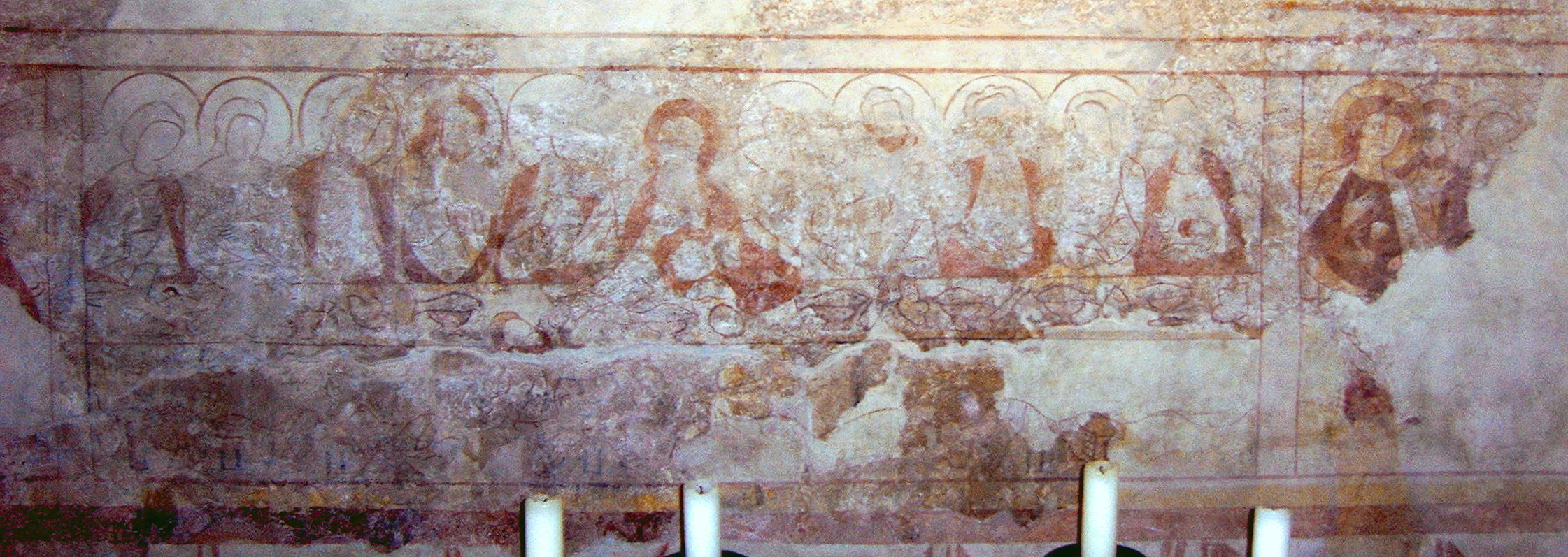
Abendmahl-Fresko an der Westwand

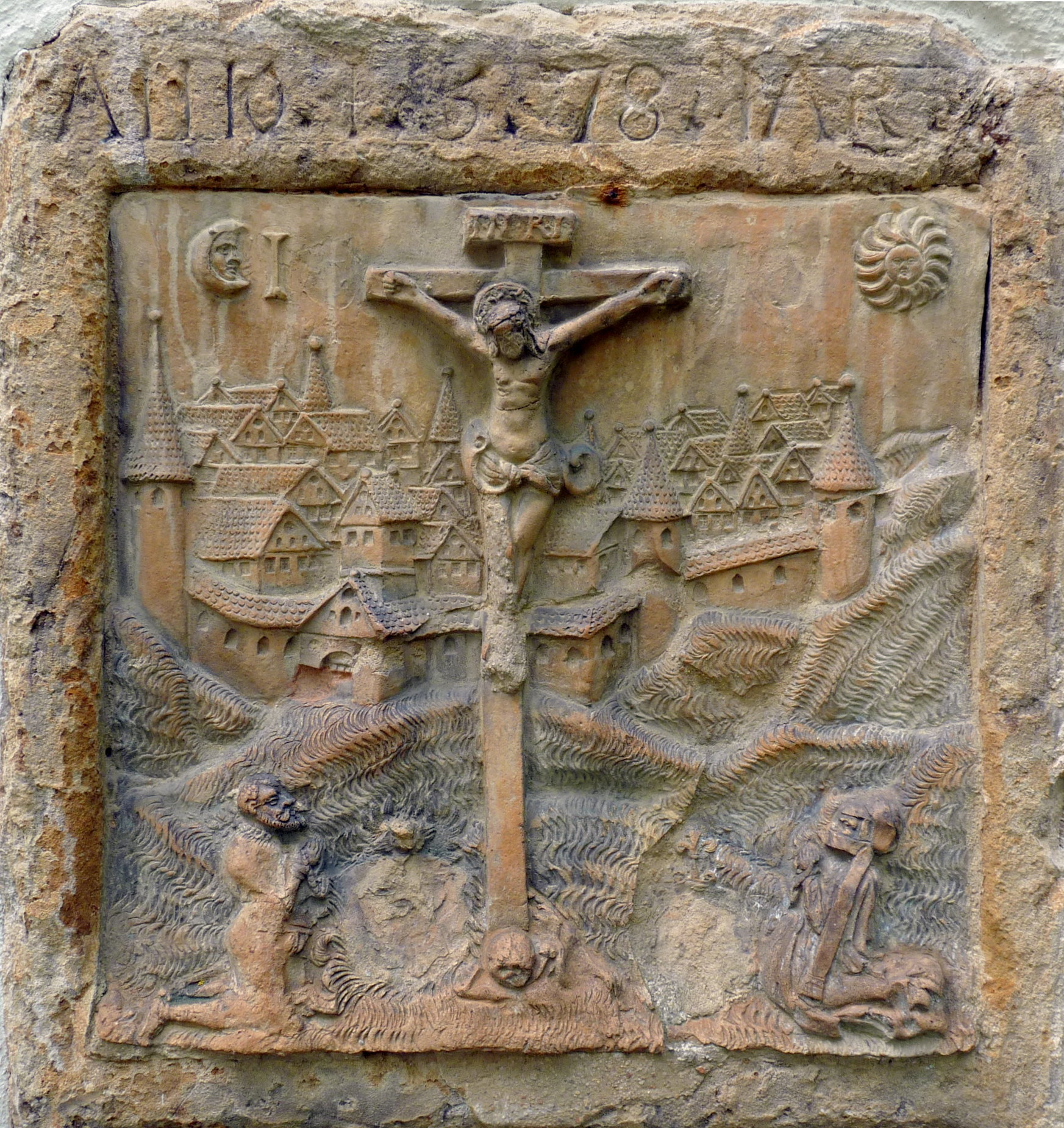
Epitaph (Ausschnitt) mit Stadtansicht im Hintergrund

Der Innenraum der Kirche hat die Abmessungen 20 × 6 Meter und ist bis zu drei Meter hoch. An der Westwand im Innern der Kirche ist ein romanischer Freskenzyklus in Secco-Technik aus dem frühen 13. Jahrhundert erhalten. An der östlichen Südseite der Kirche befinden sich Epitaphe, von denen bei einigen im Hintergrund Darstellungen der Stadt Aalen um 1570 erkennbar sind.
Ein römischer Weihealtar für Iupiter Dolichenus wurde nach links gekippt in das Fundament eingemauert, dieser Altar wurde bei einer Renovierung im Jahr 1973 entdeckt; die gekippte Lage wird als Symbol für die Ablösung der römischen Religion gedeutet. Ebenso wurde bei der Renovierung 1973 die romanische Südpforte wieder freigelegt.

## Orgel

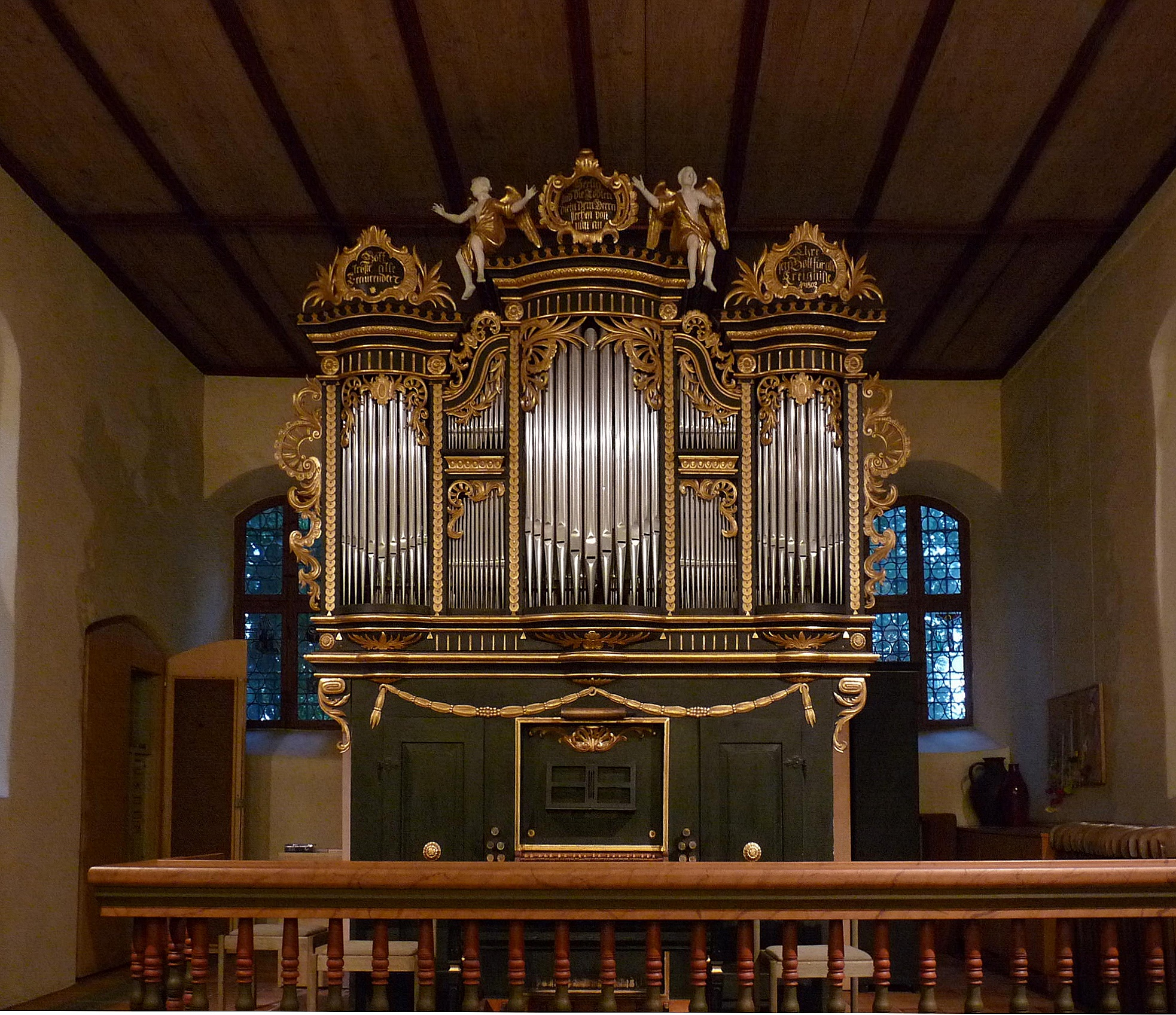
Die Allgeyer-Orgel von 1802

Die Orgel der Johanneskirche wurde 1802 von dem Wasseralfinger Orgelbauer Joseph Nikolaus Allgeyer gebaut und 1829 um ein eigenständiges Pedalwerk mit vier Registern ergänzt. Der damalige Aalener Ratsherr Christian Friedrich Fürgang stiftete sie aus Dankbarkeit über die Rückkehr seiner von zu Hause ausgerissenen Tochter. 1947 wurde die bis dahin weitgehend original erhaltene Orgel unter der Leitung von Helmut Bornefeld nach dessen Geschmack und unter Verlust von Originalsubstanz umgebaut. 1974 wurden im Rahmen der Kirchenrenovierung Pfeifen gemäß der wiederentdeckten Originaldisposition ergänzt. Nachdem 2010 die originale Windanlage mit Bälgen und Kanälen auf dem Dachboden gefunden wurde und bei einer Ausreinigung weitere Informationen über den Urzustand entdeckt wurden, fiel die Entscheidung zu einer originalgetreuen Restaurierung, die 2014 durch Kristian Wegscheider abgeschlossen werden konnte.
Das Instrument hat 14 Register auf einem Manual und Pedal. Die Trakturen sind mechanisch.
| Manualwerk C–c3 |                 |    |
| 1.              | Holtz Prinzipal | 8′ |
| 2.              | Viola da Gamba  | 8′ |
| 3.              | Groß Gedeckt    | 8′ |
| 4.              | Prinzipal       | 4′ |
| 5.              | Flöte           | 4′ |
| 6.              | Quinte          | 3′ |
| 7.              | Flöte           | 2′ |
| 8.              | Oktav           | 2′ |
| 9.              | Mixtur IV       | 2′ |
| 10.             | Flöte           | 4′ |

| Pedal C–c1 |              |     |
| 11.        | Subbass      | 16′ |
| 12.        | Oktavbass    | 8′  |
| 13.        | Posaunenbass | 8′  |
| 14.        | Bassmixtur   |     |

## St.-Johann-Friedhof

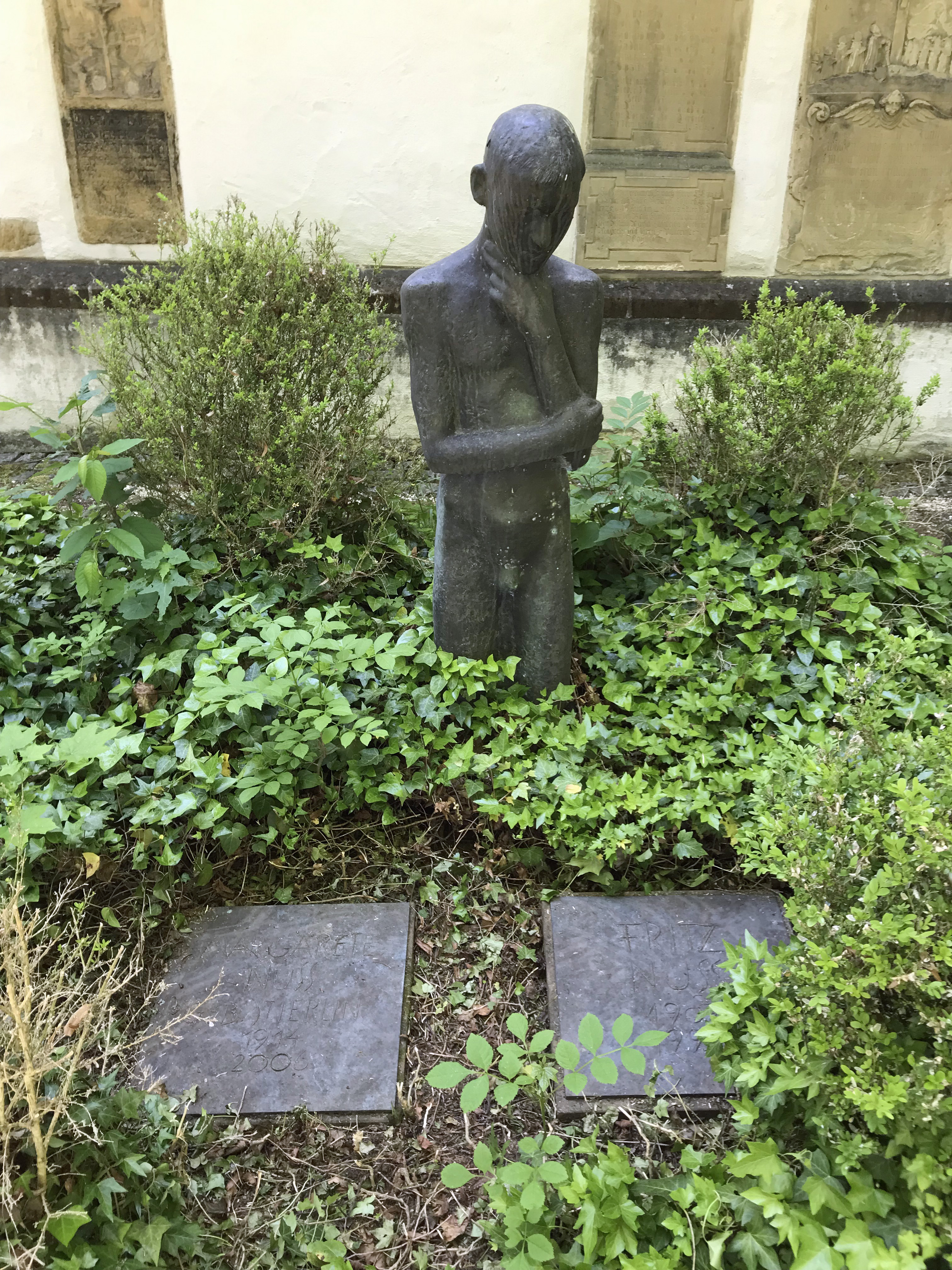
Grab des Bildhauers Fritz Nuss (1907–1999) auf der rechten und seiner Ehefrau Margarete Nuss geb. Stierlin (1914–2006) auf der linken Seite. Das Grabmal befindet sich vor der Ostwand der Johanneskirche.

Die Johanneskirche liegt auf dem 32.085 m² großen St.-Johann-Friedhof, der seinerseits auf einem Teil des ehemaligen Römerkastells Aalen liegt. Nach einem Gemeinderatsbeschluss aus dem Jahre 1950 sollen auf diesem Friedhof nur noch Bestattungen nach bestehenden Belegungsrechten durchgeführt werden. Der Friedhof soll nach und nach aufgelassen und in einen Park umgewandelt werden. Daher gibt es dort heute nur noch 409 (Stand Mai 2025) kunst- und ortsgeschichtlich wertvolle Grabmale, Ehrenmäler und die Grabstätten wichtiger Aalener Persönlichkeiten. Pro Jahr finden nur noch drei neue Bestattungen statt.